# Кордон Лесной
Деревня Кордон Лесной (баш. Лесной кордон) — деревня в Стерлибашевском районе Башкортостана, входит в состав Стерлибашевского сельсовета. 

## Население
| 2002 | 2009 | 2010 |
| ---- | ---- | ---- |
| 28   | ↗31  | ↗32  |

## Географическое положение
Расстояние до:
- районного центра (Стерлибашево): 4 км,
- центра сельсовета (Стерлибашево): 4 км,
- ближайшей ж/д станции (Стерлитамак): 63 км.

## История
Основан в 1940-е — 1950-е годы. 
Статус деревня поселение приобретено согласно Закону Республики Башкортостан от 20 июля 2005 года N 211-з «О внесении изменений в административно-территориальное устройство Республики Башкортостан в связи с образованием, объединением, упразднением и изменением статуса населенных пунктов, переносом административных центров», ст.1  

8. Отнести следующие поселения к категории сельских населенных пунктов, установив тип поселения - деревня...

4) в Стерлибашевском районе:

поселение Лесной кордон Стерлибашевского сельсовета;